# دي لاسي أوليري
دي لاسي أوليري (بالإنجليزية: De Lacy O'Leary)‏ (1872 - 1957 م) هو مستشرق بريطاني.

## آثاره
له كتاب عن حركة الترجمة، نقل إلى العربي غير ذي مرة وبعناوين مختلفة:
- «مسالك الثقافة الإغريقية إلى العرب» - ترجمة تمام حسان (مكتبة الأنجلو المصرية، 1950 م).
- «انتقال علوم الإغريق إلى العرب» - ترجمة متى بيثون ويحيى الثعالبي (مطبعة الرابطة، بغداد 1958 م).
- «علوم اليونان وسبل انتقالها إلى العرب» - ترجمة وهيب كامل (مكتبة النهضة المصرية، 1962 م).[1]

ومن آثاره الأخرى التي نقلت إلى العربي:
- «الفكر العربي ومركزه في التأريخ» - ترجمة إسماعيل البيطار (دار الكتاب اللبناني، 1972 م).
- «جزيرة العرب قبل البعثة» - ترجمة موسى علي الغول (وزارة الثقافة الأردنية، 1990 م).
- «قديسو مصر: حسب التقويم القبطي» - ترجمة ميخائيل مكسي إسكندر (مكتبة المحبة، القاهرة، 2000 م).